# Carlo Collodi
Carlo Lorenzini (írói álnevén C. Collodi) (Firenze, 1826. november 24. – Firenze, 1890. október 26.) olasz író, újságíró, publicista, a Pinokkió kalandjai című könyv szerzője.

## Származása
1826. november 24-én született Firenzében. Apja szakács, anyja szolgálólány volt. A szülők tíz gyermeke közül ő volt a legidősebb. Gyermekkora nagy részét a Pistoia mellett fekvő Collodiban töltötte, innen is vette írói álnevét.

## Életpályája
Tanulmányait egyházi iskolában végezte, de az 1848-as forradalmak hatására beállt önkéntesnek a hadseregbe, és ez a papi pályán való továbbtanulását ellehetetlenítette. 1848-ban Curtatone és Montanara mellett harcolt önkéntes csapatokban. Ugyanebben az évben kiadta Il Lampione című politikai folyóiratát, amelyet a cenzúra nyomására egy év múlva meg is szüntettek. Ez után másik lapot alapított La Scaramucci néven, aminek szerencsésebb pályája volt, és folyamatosan megjelenthetett. 1860-ban az Il Lampionét is újra kiadhatta. Az Olasz Királyság 1861. március 18-i létrejötte után felhagyott a publicisztikai és a politikai tevékenységgel, s egy kis ideig a firenzei prefektúrán dolgozott, a színházi cenzori bizottság tagja volt. Közben megírt négy vígjátékot és két regényt is, de ezek nem arattak különösebb sikert. Az 1870-es évek közepétől ismét témát és műfajt váltott, figyelmét és érdeklődését ettől kezdve a gyermekirodalom kötötte le. Eleinte a francia Charles Perrault meséit (Piroska és a farkas, Csipkerózsika, Csizmás Kandúr) fordította olasz nyelvre, de egy idő után saját maga teremtette mesefiguráival kezdte elbűvölni közönségét. 1876-ban jelentek meg a Gianettino, majd 1878-ban a Minuzzolo című kötetei, amelyek két vásott kis csibész életét, kalandjait elevenítették meg sok humorral és sok emberséggel.

### Pinokkió

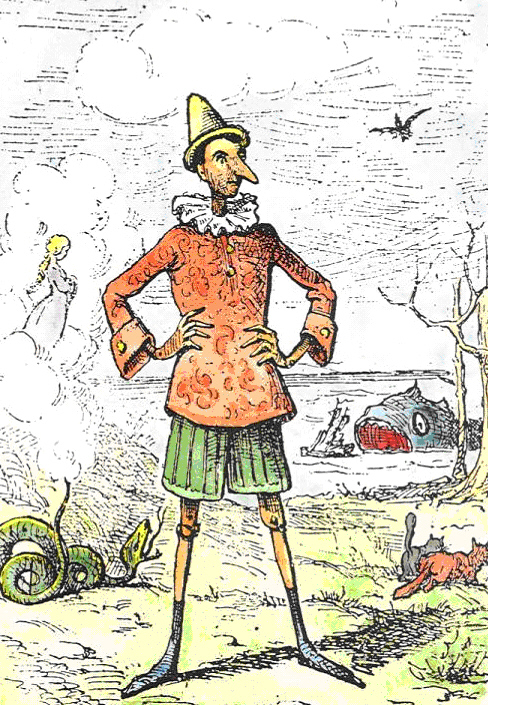
Pinokkió Eugenio Mazzanti illusztrációján

1881-től a Giornale dei bambini című gyermekújság kezdte folytatásokban közölni Storia di un burattino (Egy bábu története) című művét, amelynek főhőse Pinokkió, egy életre kelt fabábu. A bábu sok kalandon megy át: elszökik „apjától”, Dzsepettótól, rablók kezére kerül, bebörtönzik, iskolába megy, szamárrá változik, felfalja egy cetcápa és még sorolhatnánk. De végül megérti, hogy miért kell dolgozni, tanulni és hogyan kell szeretni. 
A mű már az első részektől óriási siker volt, s hamar népszerűvé tette alkotóját, bár az egyház eleinte felemelte szavát a mese ellen, mondván a lázadás szellemét közvetíti a gyanútlan ifjú olvasók felé. 1883-ban könyv alakban is megjelent Pinokkió kalandjai címmel, Enrico Mazzanti illusztrációival. 
1892-ben angolra is lefordították, s a fabábu története megkezdte világhódító útját (magyarul először 1907-ben jelent meg, Tuskó Matyiként). Minderről azonban Lorenzini már nem tudhatott: 1890. október 26-án szülővárosában, Firenzében meghalt. Testét a San Miniato al Monte templom mellett lévő temetőben helyezték örök nyugalomra.

## Könyvei
- Gianettino (1876)
- Minuzzolo (1878)
- Pinokkió kalandjai (1881)

## Magyarul
- Tuskó Matyi kalandjai szárazon és vizen. Collodi Pinocchiója után; átdolg. Radó Antal; Lampel, Bp., 1907
- Fajankó. A fából faragott Paprikajancsi tanulságos és vidám históriája; átdolg. Czédly Károly; Vasárnap, Arad, 1928
- Pinokkio. Egy élő fabábú csodálatos kalandjai; ford. Balogh Barna, ill. Kolozsváry Sándor; Palladis, Bp., 1940
- Pinocchio kalandjai. Egy kis fabáb története; ford. Gáspár Miklós, ill. Faorzi F.; Nova, Bp., 1940
- Fajankó. Pinokkió. Le avventure di Pinocchio. Mesejáték Collodi regénye nyomán / Piroska és a farkas meg a három kismalac. Zenés mesejáték / Hófehérke és a hét törpe. Mesejáték; Walt Disney nyomán írta Lévay Endre, Lévay Anna, színpadra alkalmazta Lévay Anna; Testvériség-Egység, Újvidék, 1952 (Gyermekszínpad)
- Pinokkió kalandjai; ford., átdolg. Rónay György, ill. Szecskó Tamás; Móra, Bp., 1967
- Pinokkió. Carlo Collodi meséje nyomán; szöveg Kutiné Sahin-Tóth Katalin, Ligeti Róbert, rajz Sóti Klára; Minerva, Bp., 1984 (Olvass magadnak!)
- Olasz nyelvi olvasmányok 1-4. / Letture italiane. Fiabe e racconti. Le avventure di Pinocchio. Ultime notizie… / Olasz olvasmányok. Olasz mesék és elbeszélések. Pinokkió kalandjai. Legfrissebb hírek…; szerk., szövegvál., jegyz., szótár Móritz György; Tankönyvkiadó, Bp., 1984 (Idegen nyelvi kiskönyvtár)
- Pinokkió; szöveg, ill. Hirata Shogo, ford. Köteles Gyöngyi; Pesti Szalon, Bp., 1993 (A Pesti Szalon mesélő füzetei)
- Pinokkió / Pinocchio; szöveg Linda M. Jennings, rajz Peter Stevenson; Anno, Bp., 1999 (Kedvenc meséim)
- Pinocchio kalandjai. Egy bábu története; ford. Szénási Ferenc; Noran, Bp., 1999 (Kentaur könyvek)
- Carlo Collodi–Pierre Couronne: Pinokkió; szöveg Nagy Éva; Lilliput, Bp., 2002 (Klasszikus mesék)
- Pinokkió kalandjai; szöveg, rajz Berényi Nagy Péter; Panni-90 Kft., Békéscsaba, 2003
- Pinokkió kalandjai; szöveg Ilse Bintig, ford. Szabó Mária, ill. Oliver Regener; Ciceró, Bp., 2009 (Klasszikusok kisebbeknek)
- Pinokkió. Mese az őszinteségről; átdolg. Tom DeFalco, ford. Gordos Judit, ill. Tom Leigh; Reader's Digest, Bp., 2009 (Tanulságos történetek)
- Pinokkió; szöveg Ligeti Róbert, ill. Sóti Klára; Ligeti Róbert, Bp., 2010 (Olvass magadnak!)
- Pinokkió; átdolg. Ronne Randall, ford. Medgyesy Zsófia, ill. Claudia Venturini; Ventus Libro, Bp., 2013 (Világhíres mesék)
- Pinokkió. 2. szint; átdolg. Sara Torrico, ford. Sándor István, ill. Carmen Guerra; Napraforgó, Bp., 2015 (Olvass velünk!)
- Pinokkió kalandjai; ford. Tekei Erika, ill. Fekete Szabolcs, Molnár Anita, Roland, Bp., 2016 (Olvastad már?)